# Badeni-Palast

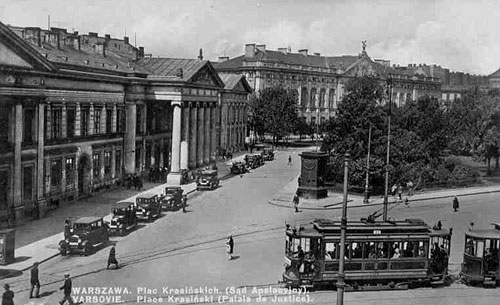
Straßenseite des Palastes (links) in der Zwischenkriegszeit. Damals Appellationsgericht. Im Hintergrund der Krasiński-Palast

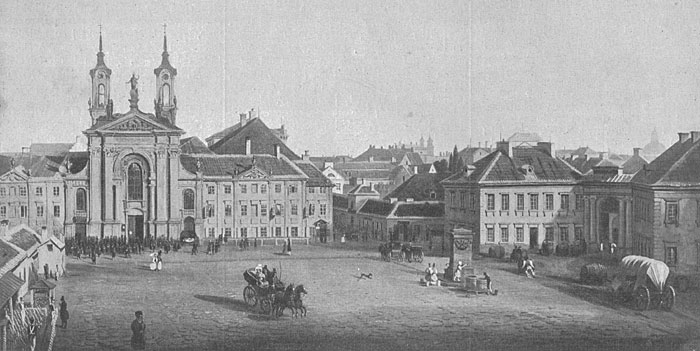
Blick auf den Krasiński-Platz aus nordwestlicher Richtung, links die Feldkathedrale der Polnischen Armee, rechts sind die ehemaligen Gebäude der Zollstation erkennbar, die später durch den Badeni-Palast ersetzt wurden

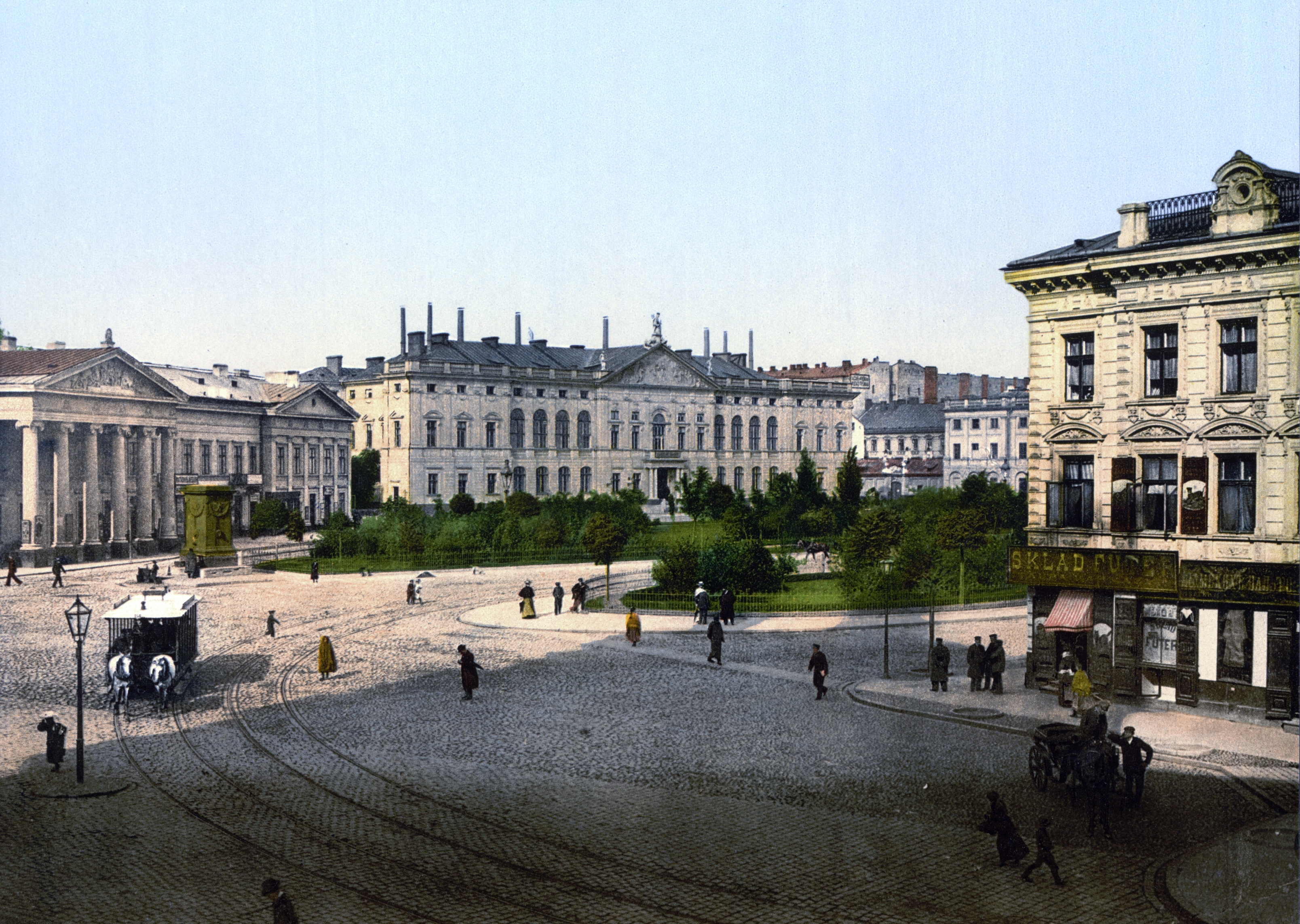
Der Krasiński-Platz zur Jahrhundertwende, am linken Bildrand der Portikus des Badeni-Palastes

Der Badeni-Palast (polnisch: Pałac Badenich) befand sich am Warschauer Krasiński-Platz im Innenstadtdistrikt. Der im Zweiten Weltkrieg weitgehend zerstörte Palast wurde nicht wieder aufgebaut. Heute befindet sich an seiner Stelle eine teilweise mit Bäumen bepflanzte Grünfläche.

## Geschichte
Das Gebäude wurde 1837 bis 1838 vom Architekten Andrzej Gołoński im klassizistischen Stil für den Grafen Ignacy Badeni errichtet. Die damalige Anschrift lautete Plac Krasiński 3. Das Objekt grenzte im Nordwesten an den älteren Krasiński-Palast und verlief von hier schräg in Richtung der Kreuzung der Straßen Ulica Miodowa und Ulica Długa. Die Front war zum Krasiński-Platz ausgerichtet, hinter dem Objekt lag die Rückseite des an der Długa liegenden – und ebenfalls älteren – Radziwiłł-Palastes. Die hier bis dahin stehenden Gebäude, Reste eines Zollhauses sowie ein Wachhaus, wurden abgerissen bzw. teilweise in den Neubau integriert.
In der zweiten Hälfte des 19. Jahrhunderts befand sich im Palast das Museum für Industrie und Landwirtschaft (polnisch: Muzeum Przemysłu i Rolnictwa). Ab 1878 wurden im Palast Mal- und Zeichenkurse mit Modellen angeboten. Der Maler Icek Kantower stellte Bilder in der Säulenhalle aus. In der Zwischenkriegszeit war im Gebäude das Appellationsgericht (polnisch: Sąd Apelacyjny) untergebracht. Während des Warschauer Aufstandes wurde der Palast 1944 zerstört. Einzelne Mauerreste standen bis in die 1950er Jahre, bis endgültig entschieden wurde, den Palast nicht wieder zu errichten.

## Architektur
Der klassizistische Baukörper war an der Frontfassade in 21 Fensterachsen gegliedert. Hier (zum Platz hin) verfügte der mit Bossenwerk gestaltete Palast über einen mittigen Portikus sowie zwei Seitenrisalite. Der weit aus dem Kernbau heraustretende und mit Kränzen und Akroterionen geschmückte Portikus bestand aus sechs ionische Säulen und einem Dreiecksgiebel, dessen Tympanon ein die Psyche thematisierendes Flachrelief („Aufstieg zum Olymp“) von Paweł Maliński enthielt. Die Lage des Palastes wurde von dem von Enrico Marconi gestalteten Platz bestimmt.